# Епархия Жакарезинью
Епархия Жакарезинью (лат. Dioecesis Sinopensis) — епархия Римско-католической церкви c центром в городе Жакарезинью, Бразилия. Епархия Жакарезинью входит в митрополию Лондрины. Кафедральным собором епархии Жакарезинью является Собор Непорочного Зачатия Пресвятой Девы Марии и Святого Себастьяна.

## История
10 мая 1926 года Римский папа Пий XI выпустил буллу Quum in dies numerus, которой учредил епархию Жакарезинью, выделив её из епархии Куритибы (сегодня — Архиепархия Куритибы). В этот же день епархия Жакарезинью вошла в митрополию Куритибы.
1 февраля 1956 года епархия Жакарезинью передала часть своей территории новым епархиям Лондрины и Маринги (сегодня — архиепархии).
31 октября 1970 года епархия Жакарезинью вошла в митрополию Лондрины.
26 мая 1973 года епархия Жакарезинью передала часть своей территории епархии Корнелиу - Прокопиу.

## Ординарии епархии
- епископ Fernando Taddei (22.04.1927 — 9.01.1940);
- епископ Ernesto de Paula (22.11.1941 — 30.06.1945) — назначен епископом Пирасикабы;
- епископ Geraldo de Proença Sigaud (29.10.1946 — 20.12.1960) — назначен архиепископом Диамантины;
- епископ Pedro Filipak (8.02.1962 — 10.08.1991);
- епископ Conrado Walter (10.08.1991 — 5.07.2000);
- епископ Fernando José Penteado (5.07.2000 — 23.06.2010);
- епископ Antônio Braz Benevente (23.06.2010 — по настоящее время).

## Источник
- Annuario Pontificio, Ватикан, 2007
- Булла Quum in dies numerus, AAS 19 (1927), стр. 81  (лат.)